# San José Mogote

San José Mogote i inne centra cywilizacyjne w okresie formatywnym

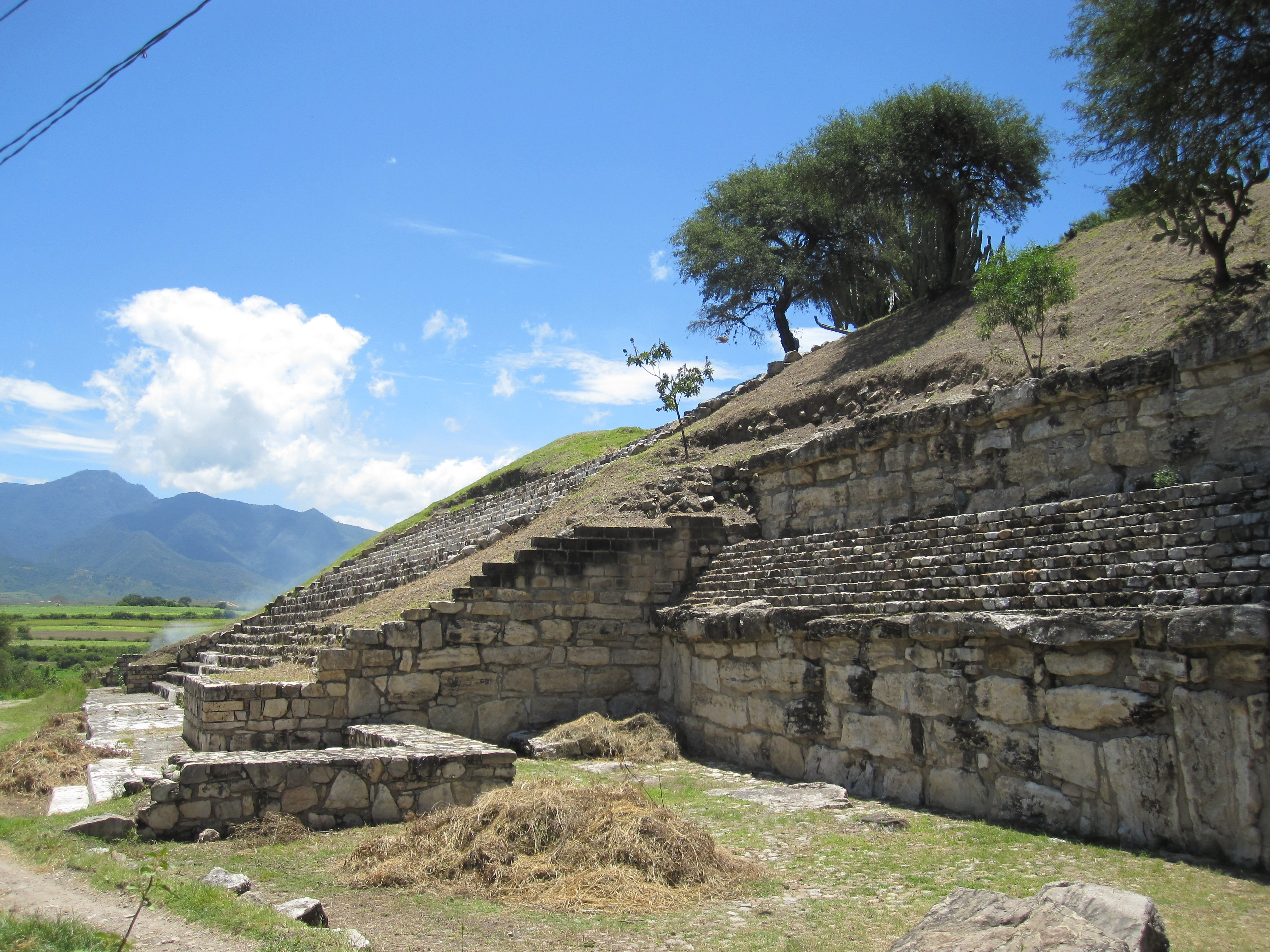
Fragment piramidy w San José Mogote

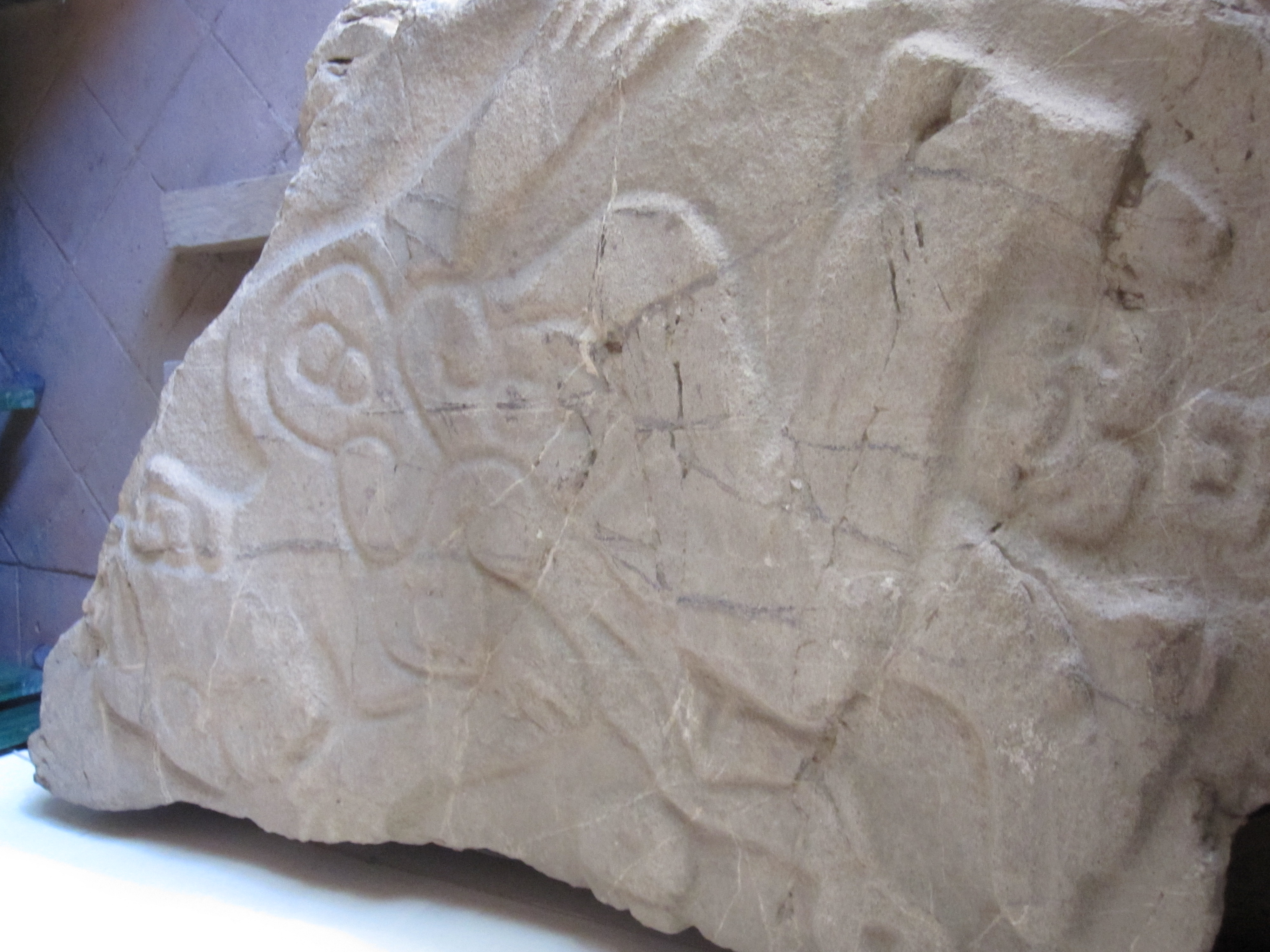
Monument 3

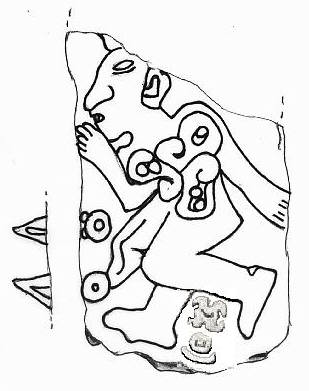
Odrys reliefu z Monumentu 3

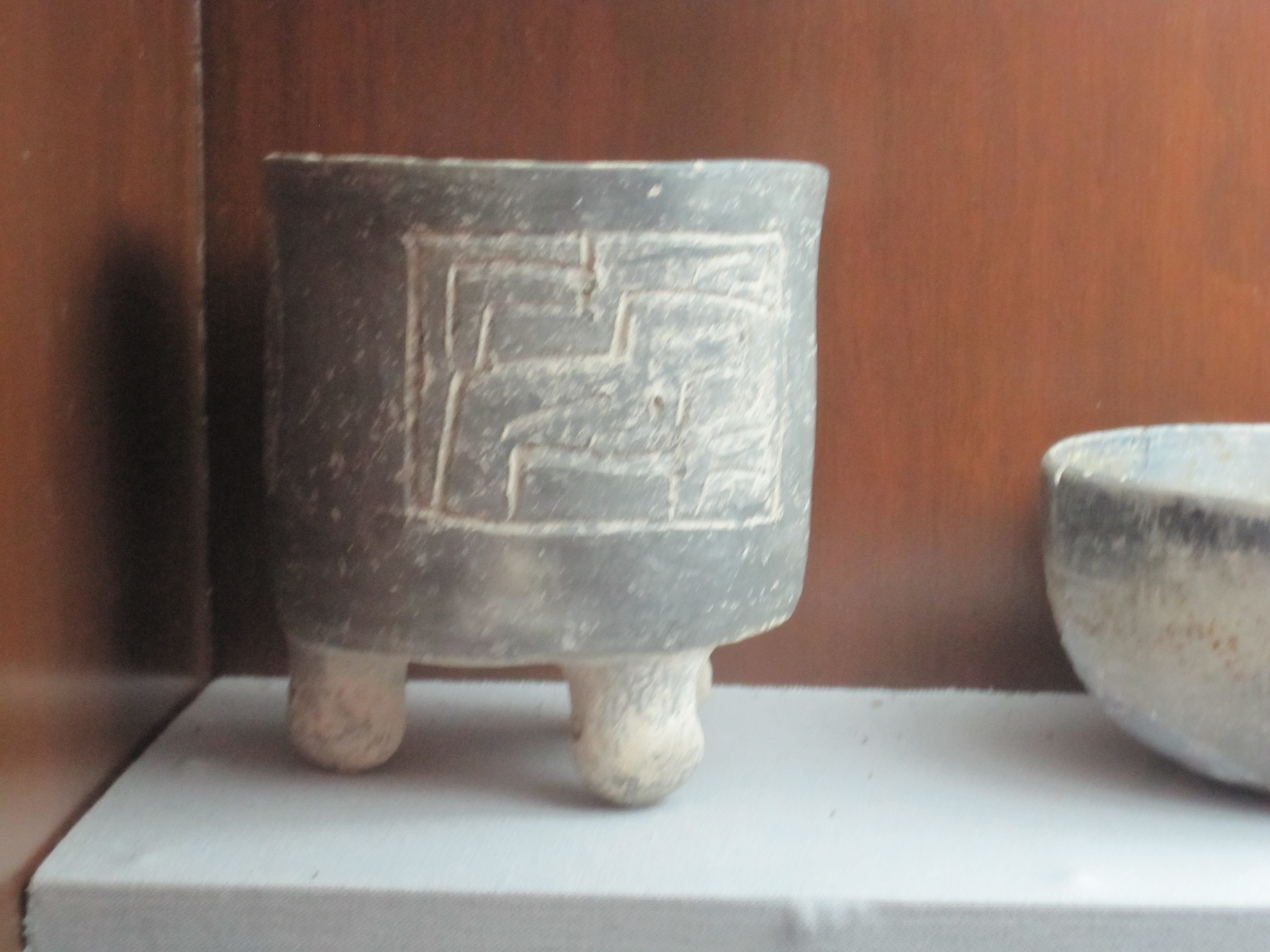
Ceramika z motywem trzęsienia ziemi z San José Mogote

San José Mogote – prekolumbijska osada położona w dolinie Oaxaca w stanie Oaxaca w południowo-wschodniej części Meksyku.
Najwcześniejsze ślady osadnictwa na stanowisku pochodzą z okresu 1900–1400 p.n.e. Między 1400 a 1150 p.n.e. był to już ośrodek o powierzchni blisko 7 hektarów, zamieszkany przez 70–180 osób. Z tego okresu pochodzi najstarsza znana w regionie budowla o charakterze publicznym – jednoizbowa lepianka umieszczona na niskiej platformie ze ścianami i posadzką pokrytymi stiukiem, w środku której znajdowała się niewielka platforma pełniąca prawdopodobnie funkcje ołtarza. W apogeum swojego rozwoju, przypadającego na lata 650–500 p.n.e., San José Mogote było liczącą kilka tysięcy mieszkańców osadą o powierzchni 60–70 hektarów, stanowiącą centrum administracyjno-religijne dla wiosek położonych w północnej części doliny Oaxaca. Miejscowa ludność uprawiała kukurydzę, paprykę chili oraz dynię. Upadek San José Mogote nastąpił około 500 p.n.e., co zbiega się czasowo z powstaniem nowego ośrodka Monte Albán.
Z okresu 650–500 p.n.e. pochodzi płaskorzeźbiony kamień, tzw. Monument 3, odkryty w wąskim korytarzu między dwoma budynkami publicznymi na pełniącym funkcję akropolu wzgórzu w centrum miasta, zawierający jeden z najstarszych przykładów użycia pisma na obszarze Mezoameryki. Umieszczony na kamieniu relief przedstawia jeńca w konwulsyjnej pozie, z tryskającymi z piersi strumieniami krwi. Pomiędzy nogami postaci umieszczono dwa hieroglify oznaczające „1 trzęsienie Ziemi”, nazwę jednego z dni w 260-dniowym rytualnym kalendarzu tzolkin, w tym wypadku mogące być imieniem postaci.